# Крепость (корабль)
«Кре́пость», «Замок», «Кастель», «Ситадель» или «Старгейт» — 46-пушечный парусный корабль Азовского флота России. Являлся первым русским кораблём, совершившим в 1699 году переход по Чёрному морю до Стамбула.
Девиз корабля — «Бьют меня, но и подкрепляют».
С 1699 по 1700 год командиром корабля «Крепость» служил П. Памбург.

## Описание корабля
Один из так называемых «барбарских кораблей». Фактически представлял собой трёхмачтовый парусный корабль 3 ранга. Длина судна составляла 37,8 метра, ширина — 7,3 метра, а осадка 4 метра. Вооружение судна в разное время составляли от 46 до 52 орудий, а экипаж состоял из 110 человек.

## Служба
Корабль был построен на Паншинской верфи в 1699 году и после спуска на воду вошёл в состав Азовского флота России. Сведений о корабельном мастере, построившем корабль, не сохранилось.
В мае 1699 года перешёл из Паншина в Азов для доставки из Азова в Стамбул русского посла — думного дьяка Е. И. Украинцева. 23 июня (3 июля) 1699 года в составе эскадры генерал-адмирала Ф. А. Головина корабль вышел из Азова в Таганрог. 22 июля (6 августа) на «Крепость» прибыл Е. И. Украинцев вместе со свитой. С 5 (15) по 7 (17) августа корабль участвовал в манёврах эскадры Головина в Таганрогском заливе. В период с 14 (24) по 18 (28) августа «Крепость» перешёл из Таганрога в Керчь. 28 августа (7 сентября) корабль покинул Керчь и направился в Стамбул. 7 (17) сентября 1699 года «Крепость» прибыл в Стамбул с Е. И. Украинцевым на борту, оторвавшись по пути от сопровождавших его турецких судов.
В июне 1700 года корабль вернулся в Азов, на обратном пути из Стамбула в Азов заходил в Балаклаву и Кафу.
Также известно, что в Азов корабль доставил 170 русских солдат, захваченных турками во время Азовских походов 1695—1696 годов.
В 1704 году «Крепость» поставили в эллинг для ремонта. В мае 1709 года корабль по указу Петра I был вытащен на берег и сохранён «для славы, что был в Константинополе».
К апрелю 1710 года корпус «Крепости» сгнил и в починку был негоден, а в 1711 году после неудачного Прутского похода корабль был оставлен в Азове при сдаче города туркам.